# Parodontomelus
Parodontomelus is een geslacht van rechtvleugeligen uit de familie veldsprinkhanen (Acrididae). De wetenschappelijke naam van dit geslacht is voor het eerst geldig gepubliceerd in 1929 door Ramme.

## Soorten
Het geslacht Parodontomelus omvat de volgende soorten:
- Parodontomelus arachniformis Jago, 1983
- Parodontomelus brachypterus Karny, 1917
- Parodontomelus luci Hochkirch, 1999
- Parodontomelus mazumbaiensis Jago, 1983
- Parodontomelus microptilus Baccetti, 1997
- Parodontomelus stoltzei Johnsen, 1983
- Parodontomelus verticulus Jago, 1983